# Бракета

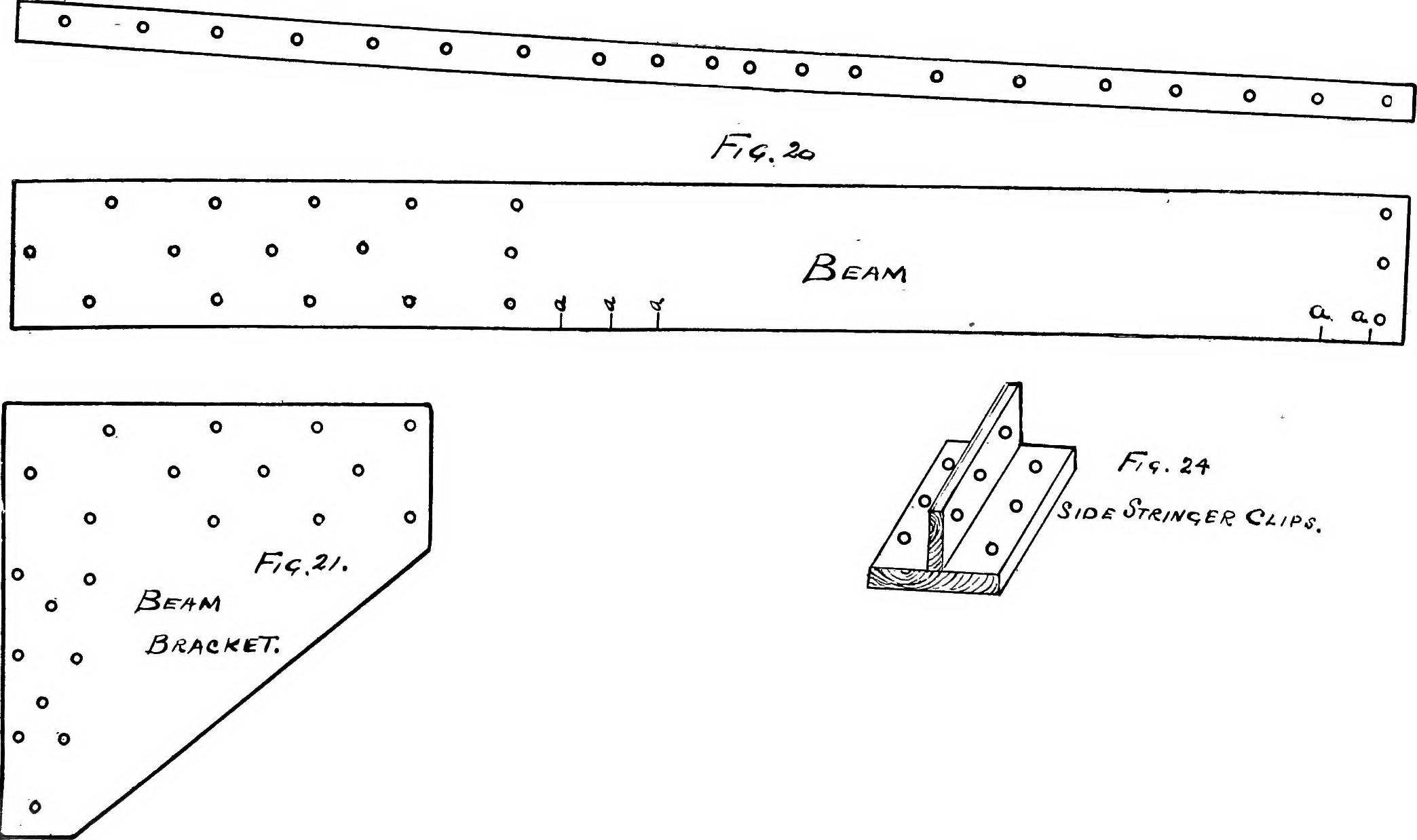
Трикутна бракета (внизу ліворуч)

Бра́кета (англ. bracket — «скоба») — плоска деталь прямокутної або будь-якої складної форми, призначена для зміцнення каркаса суднового набору або з'єднання його елементів між собою.
Як правило, бракети виготовляються з матеріалу корабельного корпусу і застосовуються для посилення скулових з'єднань, вертикального кіля, днищевих флорів та інших елементів. У тих випадках, коли вони мають великі розміри, то їх неприварені (вільні) крайки для збільшення міцності забезпечуються відігнутими фланцями або привареними поясками.
Поздовжньо-поперечну систему суднового набору колись називали «бракетною»: у ньому набірні елементи з'єднуються між собою бракетами.
Невеликі бракети трикутної форми зазвичай іменуються кницями.